# Sagan om skogen
Sagan om skogen (finska: Metsän tarina) är en finsk naturfilm från 2012 i regi av Kim Saarniluoto och Ville Suhonen. Den skildrar de finländska skogarna och djurlivet i dem, samt deras plats i finsk mytologi.
Filmen hade finländsk premiär 28 december 2012. I april 2013 hade den sålt över 65 000 biobiljetter, vilket var nytt rekord för en inhemsk dokumentärfilm.
En fristående uppföljare, Sagan om sjön, hade premiär 2016.